# Kutxum Khan
Kutxum Khan fou kan tàtar de Sibèria. Gairebé només l'esmenta amb detalls familiars Abu l-Ghazi, que parla del seu parentiu amb altres genguiskànides.
Segons les fonts russes, va pujar al tron després d'enderrocar a un parent seu de nom Jadigar o Jediger Khan (vers 1563) contra el que s'havia rebel·lat vers 1555. Jadigar pertanyia a la família taibúguida i Kutxum a la xibànida. Yadigar s'esmenta per darrer cop el 1563 i Kutxum apareix per primer cop com a kan el 1569 en un tractat amb Rússia. Dominava sobre diverses hordes del Irtish i el Tobol, i els tàtars Barabinski; els russos en la seva invasió van trobar un príncep semi independent a Tiumén i sembla que per aquest costat no arribava més enllà del riu Tura i els tàtar de Tarkhanskoi ostrog eren els darrers que li pagaven tribut; també li pagaven els baixkirs i ostiacs de la rodalia del Tobol. Fou introductor de l'islam. Tenia dos germans Jan Giray i Akhmed Girai (casat amb una filla de Shigai Khan dels kazakhs, a la que va maltractar i fou mort pel seu sogre)
El 7 de novembre de 1581 la capital Isker fou ocupada pels cosacs manats per Iermak Timoveief (Ermak o Iermak Timoféievitx) que van utilitzar armes de foc aleshores encara desconegudes a Sibèria; Diversos caps voguls, ostiacs i tàtars es van sotmetre i altres no; el fill del kan, Makhmet-Kul, que va atacar a colons russos que caçaven i pescaven a les seves terres, fou derrotat al poblet de Xamshinski i a l'any següent fou capturat al riu Vagai i fou portat presoner a Moscou. El novembre de 1583 van arribar 500 cosacs enviats pel tsar. En una patrulla per la zona fou atacat Iermak i va resultar mort la nit del 17 al 18 d'agost de 1584. El seu cos fou trobat prop del llogaret de Iepatxinski el 25 d'agost. El 27 d'agost de 1584, els russos que ja només eren 150, van abandonar Sibir.
Una expedició russa va arribar a Txingui al riu Tura el 10 de juliol de 1586 i van fundar una nova ciutat. Els tàtars de la rodalia estaven sotmesos el 1590 i en els següents anys aquestos tàtars sotmesos foren atacats per Kuchum. El 1594 els russos van fundar Tura (Andreu Vasilevitx Yeleskoi; el 1595 Fedor Yelezkoi en fou nomenat governador. Els russos van fer diverses expedicions als territoris a l'entorn amb alguns èxits parcials. El 1598 era governador Ivan Mosalkoi.
L'historiador turc contemporani de Kutxum, Sayfi, diu que el seu regne i capital eren Turā i que fou conquerida pels russos durant una absència del kan. Aquest va tornar i la va recuperar però després d'entre un i dos anys de setge va haver de fugir; el seu fill fou portat a Moscou presoner. Segons els russos a la mort de Iermak el 1584, Kuchum va atacar de sobte Isker i la va recuperar, però el 1587 van arribar noves tropes russes i el 20 d'agost de 1598 un contingent comandat per Andrei Voieikov va derrotar totalment Kutxum; el seu germà Illiten i el seu fill Khan van morir junt amb 6 prínceps, 10 mirzes i 150 caps militars; a la tarda els tàtars van haver d'abandonar les fortificacions, un centenar es van ofegar i 50 foren fets presoners, fugint la resta. Vuit esposes i cinc fills i filles del kan van ser capturades (entre els quals el fill Asmanak que devia ser l'hereu). El kan va poder fugir a la zona del riu Ob, a la comarca de Txata.
Hi ha diversos relats sobre la seva mort. Un d'ells diu que es va refugiar amb els nogais que el van matar en revenja per incursions al seu territori que havia fet el seu pare. Abu l-Ghazi diu que va regnar 40 anys a Türan i que al final de la seva vida va perdre la vista; i que vers 1594/1595 hauria estat expulsat pels russos i es va refugiar amb els mangits (nogais) on hauria mort una mica després. La història russa diu que fou trobat mort, el 1601, per Tul Mahmet prop de l'Ob junt amb altres tàtars als que els russos havien matat. El seu fill Ali Khan va continuar la lluita.
Va tenir nombrosos fills entre els quals Amanak, Shaim, Babaja, Kumush, Mollah. Ali, Kanai, Asim, Kubei i Abu l-Khayr (aquest darrer es va fer cristià el 1591 i va agafar el nom d'Andreu).

## Nota
1. ↑  Els russos esmenten com a capital de Kuchum la població d'Isker (al lloc on el Tobel desaigua a l'Irtix) a diferència dels historiadors musulmans que citen Türan o Turā